# 1612
Portal Geschichte | Portal Biografien | Aktuelle Ereignisse | Jahreskalender | Tagesartikel

◄ |
16. Jahrhundert |
17. Jahrhundert
| 18. Jahrhundert | ►

◄ |
1580er |
1590er |
1600er |
1610er
| 1620er | 1630er | 1640er | ►

◄◄ |
◄ |
1608 |
1609 |
1610 |
1611 |
1612
| 1613 | 1614 | 1615 | 1616 | ► | ►►
Staatsoberhäupter  · Nekrolog   · Musikjahr
| Januar | Januar | Januar | Januar | Januar | Januar | Januar | Januar |
| Kw     | Mo     | Di     | Mi     | Do     | Fr     | Sa     | So     |
| ------ | ------ | ------ | ------ | ------ | ------ | ------ | ------ |
| 52     |        |        |        |        |        |        | 1      |
| 1      | 2      | 3      | 4      | 5      | 6      | 7      | 8      |
| 2      | 9      | 10     | 11     | 12     | 13     | 14     | 15     |
| 3      | 16     | 17     | 18     | 19     | 20     | 21     | 22     |
| 4      | 23     | 24     | 25     | 26     | 27     | 28     | 29     |
| 5      | 30     | 31     |        |        |        |        |        |

| Februar | Februar | Februar | Februar | Februar | Februar | Februar | Februar |
| Kw      | Mo      | Di      | Mi      | Do      | Fr      | Sa      | So      |
| ------- | ------- | ------- | ------- | ------- | ------- | ------- | ------- |
| 5       |         |         | 1       | 2       | 3       | 4       | 5       |
| 6       | 6       | 7       | 8       | 9       | 10      | 11      | 12      |
| 7       | 13      | 14      | 15      | 16      | 17      | 18      | 19      |
| 8       | 20      | 21      | 22      | 23      | 24      | 25      | 26      |
| 9       | 27      | 28      | 29      |         |         |         |         |

| März | März | März | März | März | März | März | März |
| Kw   | Mo   | Di   | Mi   | Do   | Fr   | Sa   | So   |
| ---- | ---- | ---- | ---- | ---- | ---- | ---- | ---- |
| 9    |      |      |      | 1    | 2    | 3    | 4    |
| 10   | 5    | 6    | 7    | 8    | 9    | 10   | 11   |
| 11   | 12   | 13   | 14   | 15   | 16   | 17   | 18   |
| 12   | 19   | 20   | 21   | 22   | 23   | 24   | 25   |
| 13   | 26   | 27   | 28   | 29   | 30   | 31   |      |

| April | April | April | April | April | April | April | April |
| Kw    | Mo    | Di    | Mi    | Do    | Fr    | Sa    | So    |
| ----- | ----- | ----- | ----- | ----- | ----- | ----- | ----- |
| 13    |       |       |       |       |       |       | 1     |
| 14    | 2     | 3     | 4     | 5     | 6     | 7     | 8     |
| 15    | 9     | 10    | 11    | 12    | 13    | 14    | 15    |
| 16    | 16    | 17    | 18    | 19    | 20    | 21    | 22    |
| 17    | 23    | 24    | 25    | 26    | 27    | 28    | 29    |
| 18    | 30    |       |       |       |       |       |       |

| Mai | Mai | Mai | Mai | Mai | Mai | Mai | Mai |
| Kw  | Mo  | Di  | Mi  | Do  | Fr  | Sa  | So  |
| --- | --- | --- | --- | --- | --- | --- | --- |
| 18  |     | 1   | 2   | 3   | 4   | 5   | 6   |
| 19  | 7   | 8   | 9   | 10  | 11  | 12  | 13  |
| 20  | 14  | 15  | 16  | 17  | 18  | 19  | 20  |
| 21  | 21  | 22  | 23  | 24  | 25  | 26  | 27  |
| 22  | 28  | 29  | 30  | 31  |     |     |     |

| Juni | Juni | Juni | Juni | Juni | Juni | Juni | Juni |
| Kw   | Mo   | Di   | Mi   | Do   | Fr   | Sa   | So   |
| ---- | ---- | ---- | ---- | ---- | ---- | ---- | ---- |
| 22   |      |      |      |      | 1    | 2    | 3    |
| 23   | 4    | 5    | 6    | 7    | 8    | 9    | 10   |
| 24   | 11   | 12   | 13   | 14   | 15   | 16   | 17   |
| 25   | 18   | 19   | 20   | 21   | 22   | 23   | 24   |
| 26   | 25   | 26   | 27   | 28   | 29   | 30   |      |

| Juli | Juli | Juli | Juli | Juli | Juli | Juli | Juli |
| Kw   | Mo   | Di   | Mi   | Do   | Fr   | Sa   | So   |
| ---- | ---- | ---- | ---- | ---- | ---- | ---- | ---- |
| 26   |      |      |      |      |      |      | 1    |
| 27   | 2    | 3    | 4    | 5    | 6    | 7    | 8    |
| 28   | 9    | 10   | 11   | 12   | 13   | 14   | 15   |
| 29   | 16   | 17   | 18   | 19   | 20   | 21   | 22   |
| 30   | 23   | 24   | 25   | 26   | 27   | 28   | 29   |
| 31   | 30   | 31   |      |      |      |      |      |

| August | August | August | August | August | August | August | August |
| Kw     | Mo     | Di     | Mi     | Do     | Fr     | Sa     | So     |
| ------ | ------ | ------ | ------ | ------ | ------ | ------ | ------ |
| 31     |        |        | 1      | 2      | 3      | 4      | 5      |
| 32     | 6      | 7      | 8      | 9      | 10     | 11     | 12     |
| 33     | 13     | 14     | 15     | 16     | 17     | 18     | 19     |
| 34     | 20     | 21     | 22     | 23     | 24     | 25     | 26     |
| 35     | 27     | 28     | 29     | 30     | 31     |        |        |

| September | September | September | September | September | September | September | September |
| Kw        | Mo        | Di        | Mi        | Do        | Fr        | Sa        | So        |
| --------- | --------- | --------- | --------- | --------- | --------- | --------- | --------- |
| 35        |           |           |           |           |           | 1         | 2         |
| 36        | 3         | 4         | 5         | 6         | 7         | 8         | 9         |
| 37        | 10        | 11        | 12        | 13        | 14        | 15        | 16        |
| 38        | 17        | 18        | 19        | 20        | 21        | 22        | 23        |
| 39        | 24        | 25        | 26        | 27        | 28        | 29        | 30        |

| Oktober | Oktober | Oktober | Oktober | Oktober | Oktober | Oktober | Oktober |
| Kw      | Mo      | Di      | Mi      | Do      | Fr      | Sa      | So      |
| ------- | ------- | ------- | ------- | ------- | ------- | ------- | ------- |
| 40      | 1       | 2       | 3       | 4       | 5       | 6       | 7       |
| 41      | 8       | 9       | 10      | 11      | 12      | 13      | 14      |
| 42      | 15      | 16      | 17      | 18      | 19      | 20      | 21      |
| 43      | 22      | 23      | 24      | 25      | 26      | 27      | 28      |
| 44      | 29      | 30      | 31      |         |         |         |         |

| November | November | November | November | November | November | November | November |
| Kw       | Mo       | Di       | Mi       | Do       | Fr       | Sa       | So       |
| -------- | -------- | -------- | -------- | -------- | -------- | -------- | -------- |
| 44       |          |          |          | 1        | 2        | 3        | 4        |
| 45       | 5        | 6        | 7        | 8        | 9        | 10       | 11       |
| 46       | 12       | 13       | 14       | 15       | 16       | 17       | 18       |
| 47       | 19       | 20       | 21       | 22       | 23       | 24       | 25       |
| 48       | 26       | 27       | 28       | 29       | 30       |          |          |

| Dezember | Dezember | Dezember | Dezember | Dezember | Dezember | Dezember | Dezember |
| Kw       | Mo       | Di       | Mi       | Do       | Fr       | Sa       | So       |
| -------- | -------- | -------- | -------- | -------- | -------- | -------- | -------- |
| 48       |          |          |          |          |          | 1        | 2        |
| 49       | 3        | 4        | 5        | 6        | 7        | 8        | 9        |
| 50       | 10       | 11       | 12       | 13       | 14       | 15       | 16       |
| 51       | 17       | 18       | 19       | 20       | 21       | 22       | 23       |
| 52       | 24       | 25       | 26       | 27       | 28       | 29       | 30       |
| 1        | 31       |          |          |          |          |          |          |

| Januar | Januar | Januar | Januar | Januar | Januar | Januar | Januar |
| Kw     | Mo     | Di     | Mi     | Do     | Fr     | Sa     | So     |
| ------ | ------ | ------ | ------ | ------ | ------ | ------ | ------ |
| 52     |        |        |        |        |        |        | 1      |
| 1      | 2      | 3      | 4      | 5      | 6      | 7      | 8      |
| 2      | 9      | 10     | 11     | 12     | 13     | 14     | 15     |
| 3      | 16     | 17     | 18     | 19     | 20     | 21     | 22     |
| 4      | 23     | 24     | 25     | 26     | 27     | 28     | 29     |
| 5      | 30     | 31     |        |        |        |        |        |

| Februar | Februar | Februar | Februar | Februar | Februar | Februar | Februar |
| Kw      | Mo      | Di      | Mi      | Do      | Fr      | Sa      | So      |
| ------- | ------- | ------- | ------- | ------- | ------- | ------- | ------- |
| 5       |         |         | 1       | 2       | 3       | 4       | 5       |
| 6       | 6       | 7       | 8       | 9       | 10      | 11      | 12      |
| 7       | 13      | 14      | 15      | 16      | 17      | 18      | 19      |
| 8       | 20      | 21      | 22      | 23      | 24      | 25      | 26      |
| 9       | 27      | 28      | 29      |         |         |         |         |

| März | März | März | März | März | März | März | März |
| Kw   | Mo   | Di   | Mi   | Do   | Fr   | Sa   | So   |
| ---- | ---- | ---- | ---- | ---- | ---- | ---- | ---- |
| 9    |      |      |      | 1    | 2    | 3    | 4    |
| 10   | 5    | 6    | 7    | 8    | 9    | 10   | 11   |
| 11   | 12   | 13   | 14   | 15   | 16   | 17   | 18   |
| 12   | 19   | 20   | 21   | 22   | 23   | 24   | 25   |
| 13   | 26   | 27   | 28   | 29   | 30   | 31   |      |

| April | April | April | April | April | April | April | April |
| Kw    | Mo    | Di    | Mi    | Do    | Fr    | Sa    | So    |
| ----- | ----- | ----- | ----- | ----- | ----- | ----- | ----- |
| 13    |       |       |       |       |       |       | 1     |
| 14    | 2     | 3     | 4     | 5     | 6     | 7     | 8     |
| 15    | 9     | 10    | 11    | 12    | 13    | 14    | 15    |
| 16    | 16    | 17    | 18    | 19    | 20    | 21    | 22    |
| 17    | 23    | 24    | 25    | 26    | 27    | 28    | 29    |
| 18    | 30    |       |       |       |       |       |       |

| Mai | Mai | Mai | Mai | Mai | Mai | Mai | Mai |
| Kw  | Mo  | Di  | Mi  | Do  | Fr  | Sa  | So  |
| --- | --- | --- | --- | --- | --- | --- | --- |
| 18  |     | 1   | 2   | 3   | 4   | 5   | 6   |
| 19  | 7   | 8   | 9   | 10  | 11  | 12  | 13  |
| 20  | 14  | 15  | 16  | 17  | 18  | 19  | 20  |
| 21  | 21  | 22  | 23  | 24  | 25  | 26  | 27  |
| 22  | 28  | 29  | 30  | 31  |     |     |     |

| Juni | Juni | Juni | Juni | Juni | Juni | Juni | Juni |
| Kw   | Mo   | Di   | Mi   | Do   | Fr   | Sa   | So   |
| ---- | ---- | ---- | ---- | ---- | ---- | ---- | ---- |
| 22   |      |      |      |      | 1    | 2    | 3    |
| 23   | 4    | 5    | 6    | 7    | 8    | 9    | 10   |
| 24   | 11   | 12   | 13   | 14   | 15   | 16   | 17   |
| 25   | 18   | 19   | 20   | 21   | 22   | 23   | 24   |
| 26   | 25   | 26   | 27   | 28   | 29   | 30   |      |

| Juli | Juli | Juli | Juli | Juli | Juli | Juli | Juli |
| Kw   | Mo   | Di   | Mi   | Do   | Fr   | Sa   | So   |
| ---- | ---- | ---- | ---- | ---- | ---- | ---- | ---- |
| 26   |      |      |      |      |      |      | 1    |
| 27   | 2    | 3    | 4    | 5    | 6    | 7    | 8    |
| 28   | 9    | 10   | 11   | 12   | 13   | 14   | 15   |
| 29   | 16   | 17   | 18   | 19   | 20   | 21   | 22   |
| 30   | 23   | 24   | 25   | 26   | 27   | 28   | 29   |
| 31   | 30   | 31   |      |      |      |      |      |

| August | August | August | August | August | August | August | August |
| Kw     | Mo     | Di     | Mi     | Do     | Fr     | Sa     | So     |
| ------ | ------ | ------ | ------ | ------ | ------ | ------ | ------ |
| 31     |        |        | 1      | 2      | 3      | 4      | 5      |
| 32     | 6      | 7      | 8      | 9      | 10     | 11     | 12     |
| 33     | 13     | 14     | 15     | 16     | 17     | 18     | 19     |
| 34     | 20     | 21     | 22     | 23     | 24     | 25     | 26     |
| 35     | 27     | 28     | 29     | 30     | 31     |        |        |

| September | September | September | September | September | September | September | September |
| Kw        | Mo        | Di        | Mi        | Do        | Fr        | Sa        | So        |
| --------- | --------- | --------- | --------- | --------- | --------- | --------- | --------- |
| 35        |           |           |           |           |           | 1         | 2         |
| 36        | 3         | 4         | 5         | 6         | 7         | 8         | 9         |
| 37        | 10        | 11        | 12        | 13        | 14        | 15        | 16        |
| 38        | 17        | 18        | 19        | 20        | 21        | 22        | 23        |
| 39        | 24        | 25        | 26        | 27        | 28        | 29        | 30        |

| Oktober | Oktober | Oktober | Oktober | Oktober | Oktober | Oktober | Oktober |
| Kw      | Mo      | Di      | Mi      | Do      | Fr      | Sa      | So      |
| ------- | ------- | ------- | ------- | ------- | ------- | ------- | ------- |
| 40      | 1       | 2       | 3       | 4       | 5       | 6       | 7       |
| 41      | 8       | 9       | 10      | 11      | 12      | 13      | 14      |
| 42      | 15      | 16      | 17      | 18      | 19      | 20      | 21      |
| 43      | 22      | 23      | 24      | 25      | 26      | 27      | 28      |
| 44      | 29      | 30      | 31      |         |         |         |         |

| November | November | November | November | November | November | November | November |
| Kw       | Mo       | Di       | Mi       | Do       | Fr       | Sa       | So       |
| -------- | -------- | -------- | -------- | -------- | -------- | -------- | -------- |
| 44       |          |          |          | 1        | 2        | 3        | 4        |
| 45       | 5        | 6        | 7        | 8        | 9        | 10       | 11       |
| 46       | 12       | 13       | 14       | 15       | 16       | 17       | 18       |
| 47       | 19       | 20       | 21       | 22       | 23       | 24       | 25       |
| 48       | 26       | 27       | 28       | 29       | 30       |          |          |

| Dezember | Dezember | Dezember | Dezember | Dezember | Dezember | Dezember | Dezember |
| Kw       | Mo       | Di       | Mi       | Do       | Fr       | Sa       | So       |
| -------- | -------- | -------- | -------- | -------- | -------- | -------- | -------- |
| 48       |          |          |          |          |          | 1        | 2        |
| 49       | 3        | 4        | 5        | 6        | 7        | 8        | 9        |
| 50       | 10       | 11       | 12       | 13       | 14       | 15       | 16       |
| 51       | 17       | 18       | 19       | 20       | 21       | 22       | 23       |
| 52       | 24       | 25       | 26       | 27       | 28       | 29       | 30       |
| 1        | 31       |          |          |          |          |          |          |

## Ereignisse

### Politik und Weltgeschehen

#### Skandinavien
- 6. Januar: Axel Oxenstierna wird in Schweden durch König Gustav II. Adolf zum Reichskanzler ernannt. Er bleibt 42 Jahre lang, bis zu seinem Tod, Inhaber dieses Amtes, modernisiert in dieser Zeit die Administration und hat erheblichen innen- wie außenpolitischen Einfluss.

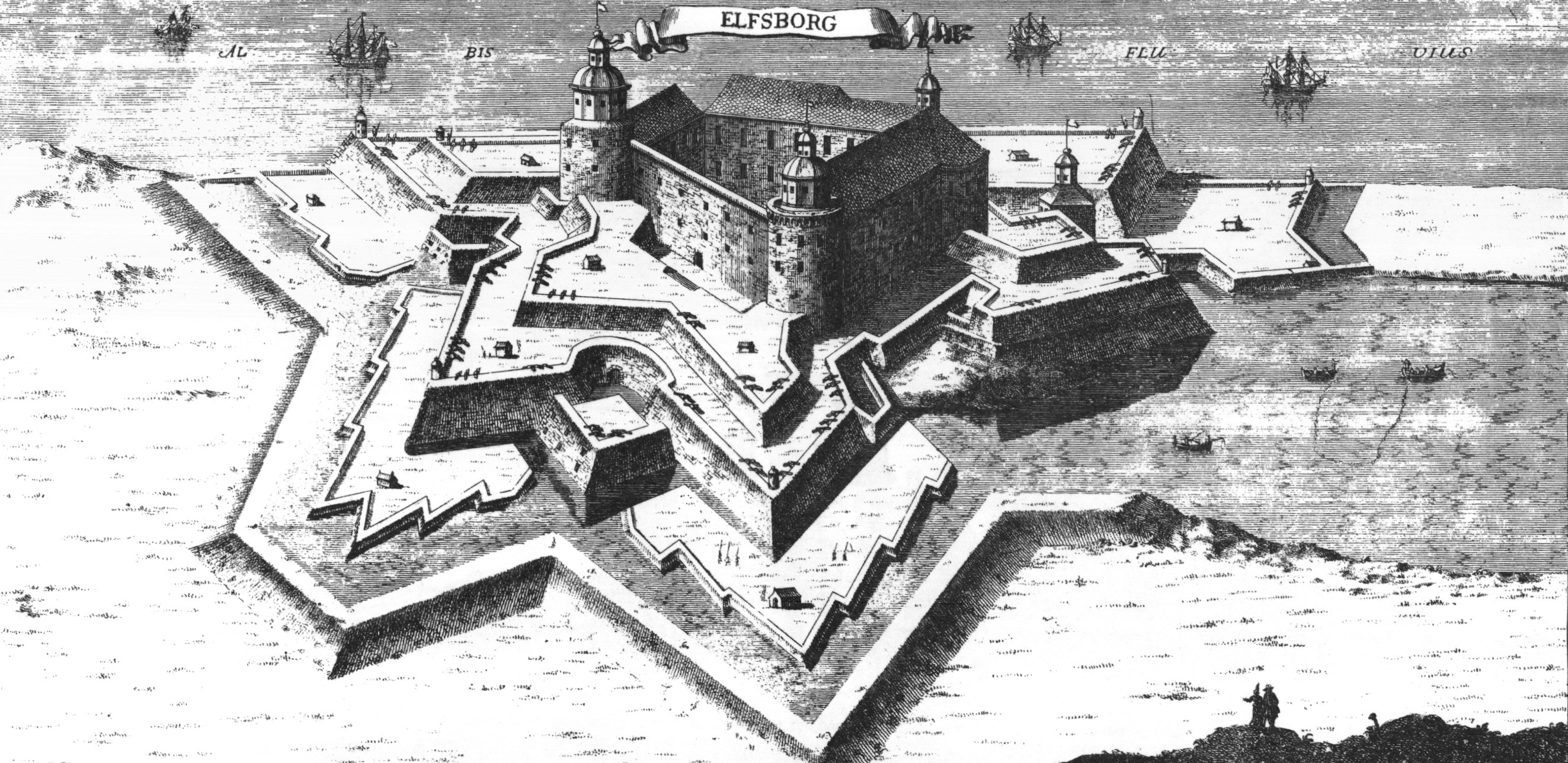
Festung Älvsborg

- Im Mai gelingt es den überwiegend aus deutschen Söldnern bestehenden dänischen Truppen im Kalmarkrieg, die Festung Älvsborg am Göta älv und damit den einzigen Zugang Schwedens zum Kattegat einzunehmen. Im August wird Kalmar besetzt. Schwedische Truppen brennen im Gegenzug die zu diesem Zeitpunkt dänische Stadt Vä in Schonen nieder.

#### Heiliges Römisches Reich

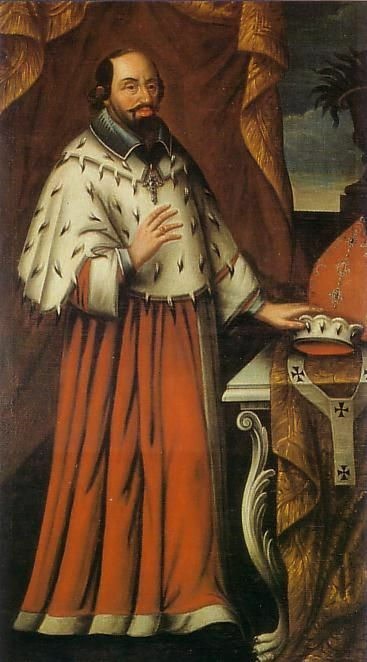
Ferdinand als Erzbischof von Köln

- Ferdinand von Bayern wird als Nachfolger seines am 17. Februar verstorbenen Onkels Ernst von Bayern Erzbischof und Kurfürst von Köln, außerdem Fürstbischof von Münster, Lüttich und Hildesheim. Die Priester- oder Bischofsweihe erhält er während seiner gesamten Amtszeit nicht.
- Der Salzburger Erzbischof Wolf Dietrich von Raitenau, der im Ochsenkrieg 1611 von bayerischen Soldaten gefangen genommen worden ist, wird am 7. März zur Abdankung gezwungen. Wolf Dietrichs Neffe Markus Sittikus von Hohenems wird noch unter der bayerischen Besatzung am 18. März vom Domkapitel zum neuen Erzbischof gewählt. Er stimmt im Gegenzug dem Abschluss eines neuen Salzvertrags zwischen Salzburg und Bayern zu und sagt die Bezahlung der Kriegskosten zu. Die Bischofsweihe spendet am 7. Oktober der Bischof von Chiemsee, Ehrenfried von Kuenburg. Erst wenige Tage zuvor hat Markus Sittikus die Priesterweihe empfangen. Seinen Onkel Wolf Dietrich hält er bis zu dessen Lebensende zuerst in der Festung Hohenwerfen und später in der Fürstenstube der Festung Hohensalzburg in strenger Einzelhaft gefangen.

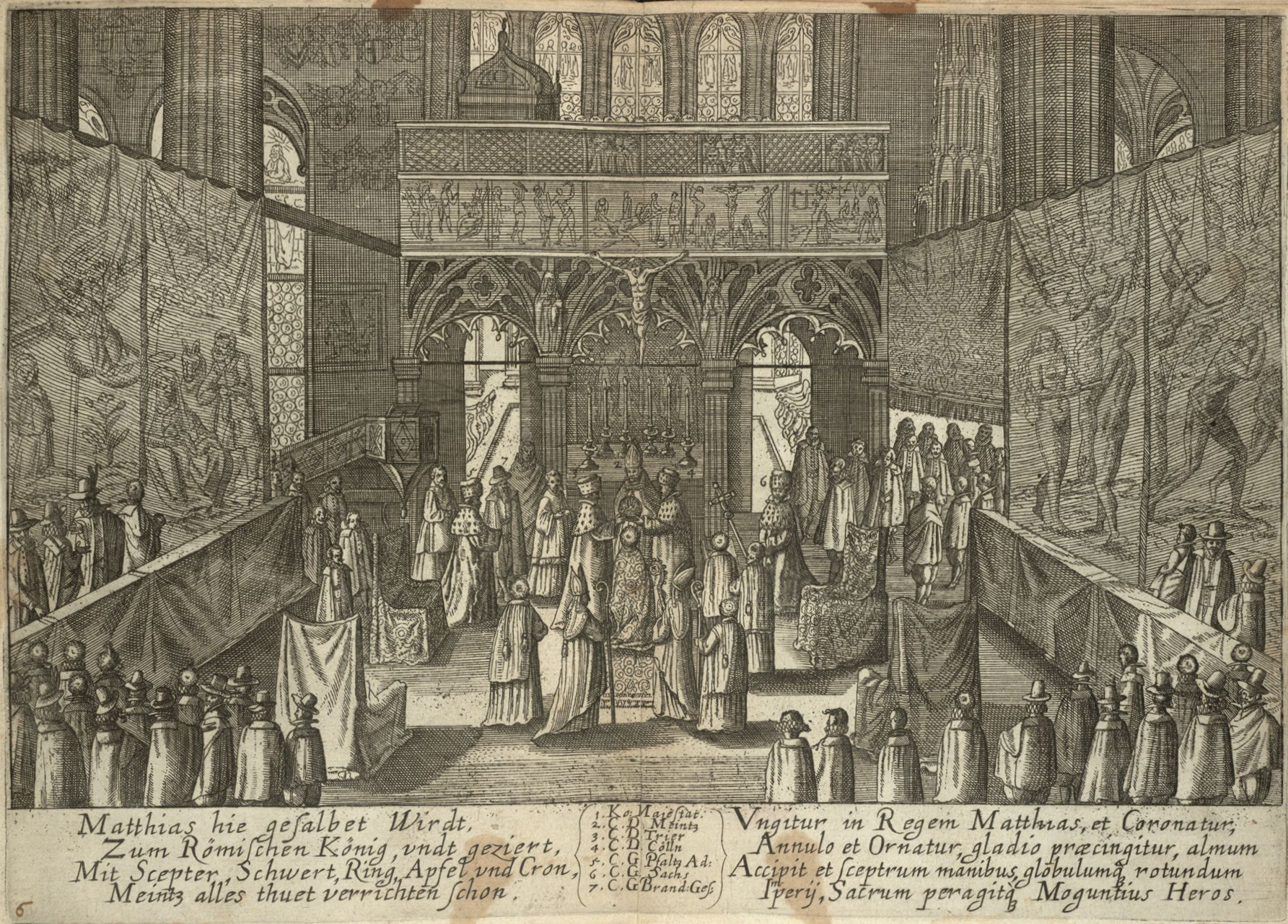
Krönung und Salbung von Matthias

- 13. Juni: Der Habsburger Matthias, König von Ungarn und Böhmen, wird Kaiser des Heiligen Römischen Reiches. Er folgt dem im Januar verstorbenen Rudolf II. auf den Thron.

#### Polnisch-Russischer Krieg
Das zweite russische Landwehraufgebot erreicht im Juli die Tore des in polnisch-litauischer Hand befindlichen Moskau. Es umfasst 25–30.000 Mann mit unterschiedlichster Bewaffnung und etwa 1000 Schützen. Zwischen dem 22. August und dem 24. August kämpft es im Polnisch-Russischen Krieg gegen ein eingetroffenes polnisches Entsatzheer. Nach anfänglichen Erfolgen der Polen gelingt es den Russen in der Schlacht bei Moskau, die polnischen Angriffe abzuwehren und einen polnischen Entsatz der Festung zu verhindern. Die polnische Garnison unter Hetman Jan Karol Chodkiewicz, die der russischen Belagerung insgesamt 19 Monate lang widerstanden hat, muss aufgrund von Hunger und des gescheiterten polnischen Entsatzes am 25. Oktober vor dem von Kusma Minin und Dmitri Poscharski angeführten Landwehraufgebot kapitulieren und abziehen. Dennoch halten polnische Truppen weiterhin weite Gebiete im Westen des Moskauer Reiches besetzt.
- 12. September: Der 1610 abgesetzte russische Zar Wassili IV. stirbt in polnischer Gefangenschaft.

#### Weitere Ereignisse in Europa

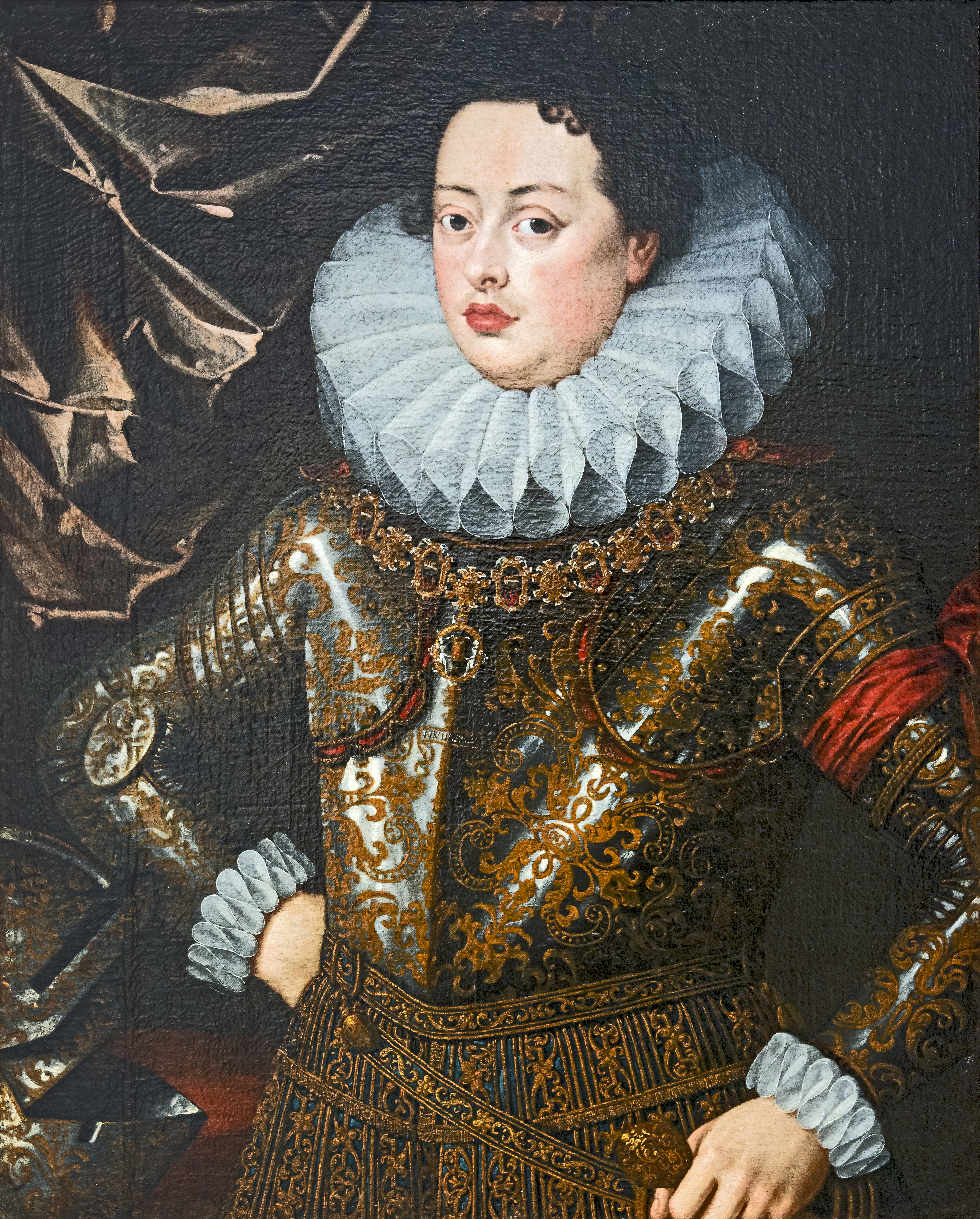
Francesco IV. Gonzaga

- 18. Februar: Vincenzo I. Gonzaga, Herzog von Mantua und Montferrat, stirbt. Er hinterlässt seinem Sohn Francesco IV. Gonzaga, der ihm auf den Thron folgt, ein hochverschuldetes Land am Rande des Ruins. Bereits am 22. Dezember stirbt auch Francesco ohne Nachkommen, woraufhin sein jüngerer Bruder Ferdinando Gonzaga die für ihn geplante Kirchenkarriere aufgeben muss.

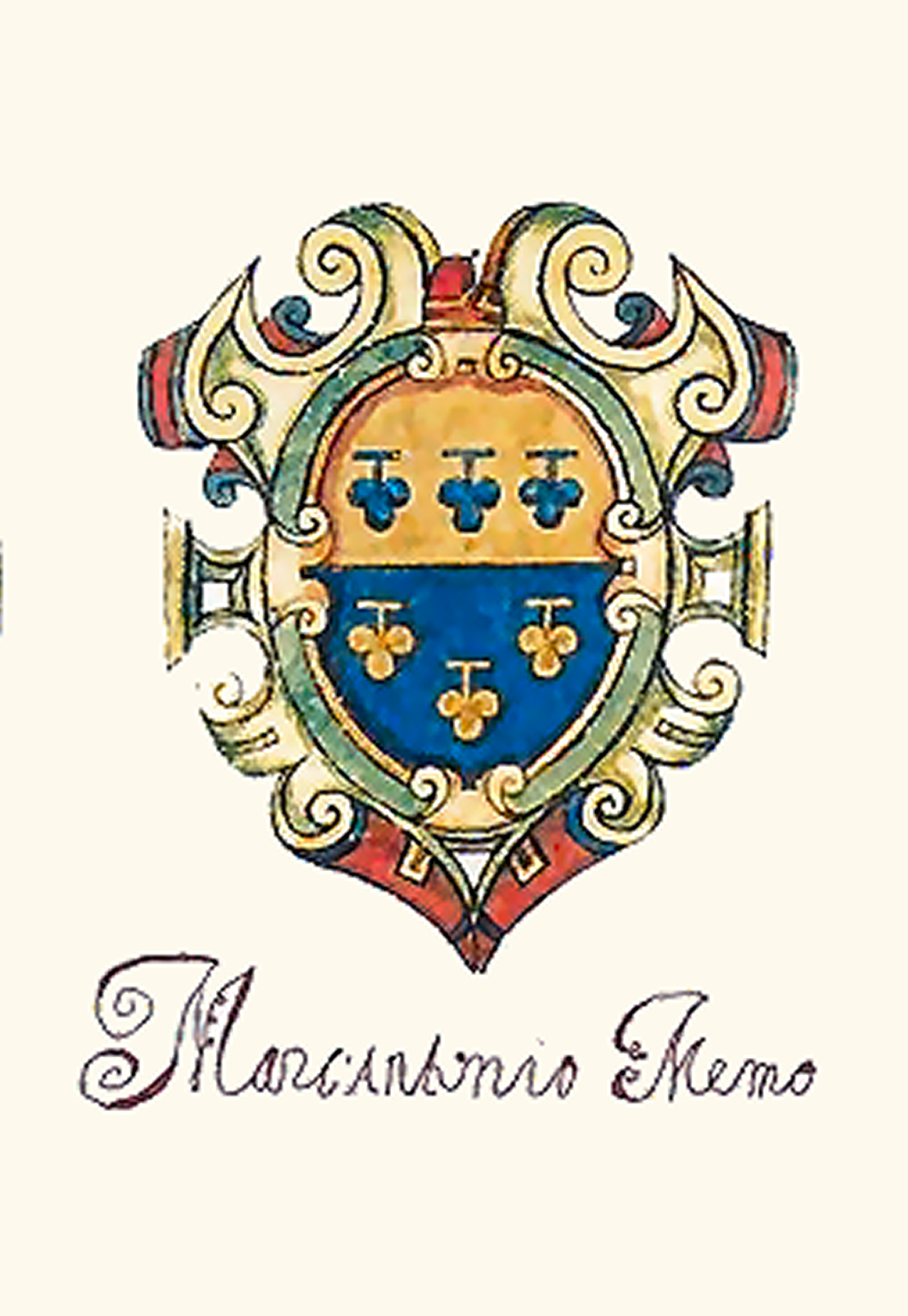
Wappen Marcantonio Memmos

- 16. Juli: Der im Volk äußerst unbeliebte Doge Leonardo Donà stirbt überraschend, was von der Bevölkerung als Strafe Gottes gedeutet wird. Am 24. Juli wird im ersten Wahlgang der 75-jährige Marcantonio Memmo zu seinem Nachfolger als Doge von Venedig gewählt. Da er während seiner ganzen Regierung kränkelt, tritt er nur wenig öffentlich in Erscheinung.

#### Südamerika und Karibik
- Eine französische Expedition gründet in einem noch nicht von Portugal kolonisierten Teil Brasiliens die Kolonie France Équinoxiale und das Fort Saint Louis.
- Auf Bermuda wird die erste ständige Siedlung Saint George’s gegründet.

#### Indischer Ozean
- 29./30. November: Im Seegefecht vor Suvali an der Küste von Gujarat siegen vier Galeonen der Englischen Ostindien-Kompanie unter Kapitän Thomas Best über vier Naos der Portugiesischen Indien-Armada. Das ist der Anfang vom Ende der seit der Seeschlacht von Diu im Jahre 1509 andauernden portugiesischen Seeherrschaft im westlichen Indischen Ozean. Die Kompanie gründet im Anschluss eine erste Handelsniederlassung in Indien in Surat.

### Wissenschaft und Technik

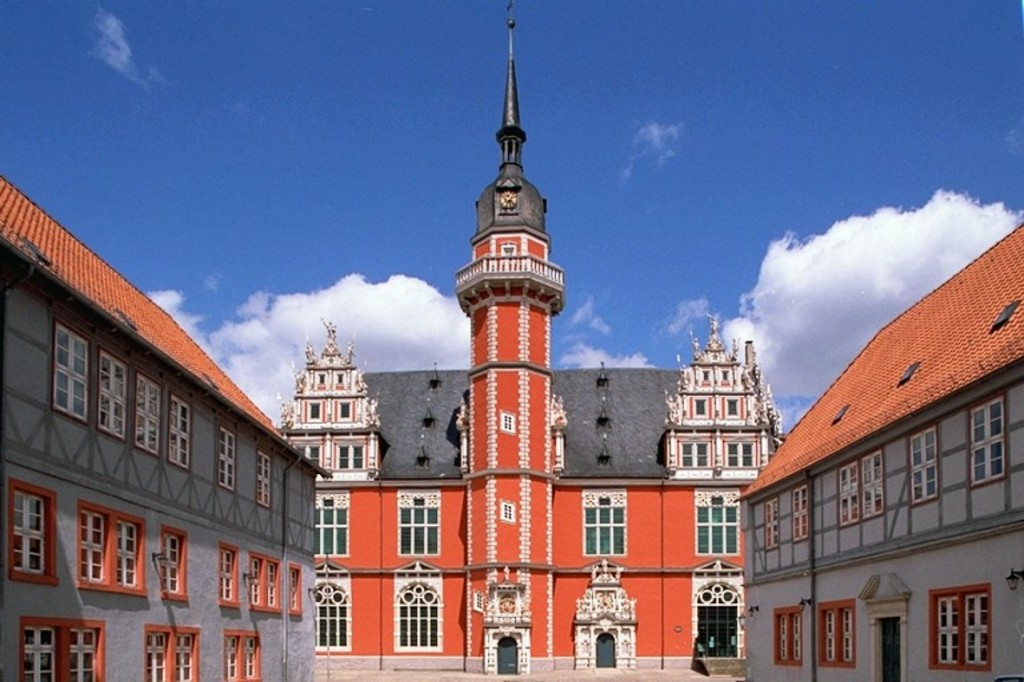
Juleum

- 15. Oktober: In Helmstedt wird das Hörsaal- und Bibliotheksgebäude Juleum der Universität eingeweiht.

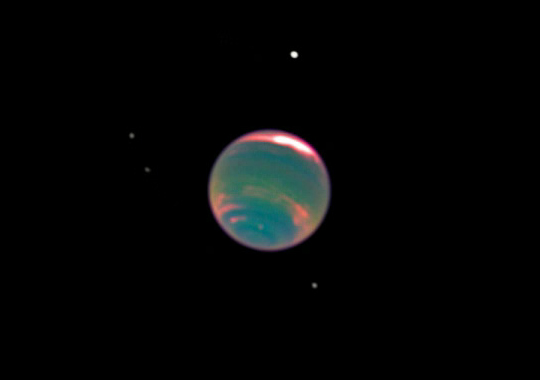
Neptun

- 28. Dezember: Galileo Galilei sieht als erster Astronom den Planeten Neptun in seinem Teleskop, hält ihn aber für einen Fixstern.
- Simon Marius entdeckt den ersten astronomischen Nebel, den Andromedanebel.

### Kultur
- Die Tragödie The White Devil von John Webster hat ihre Uraufführung.

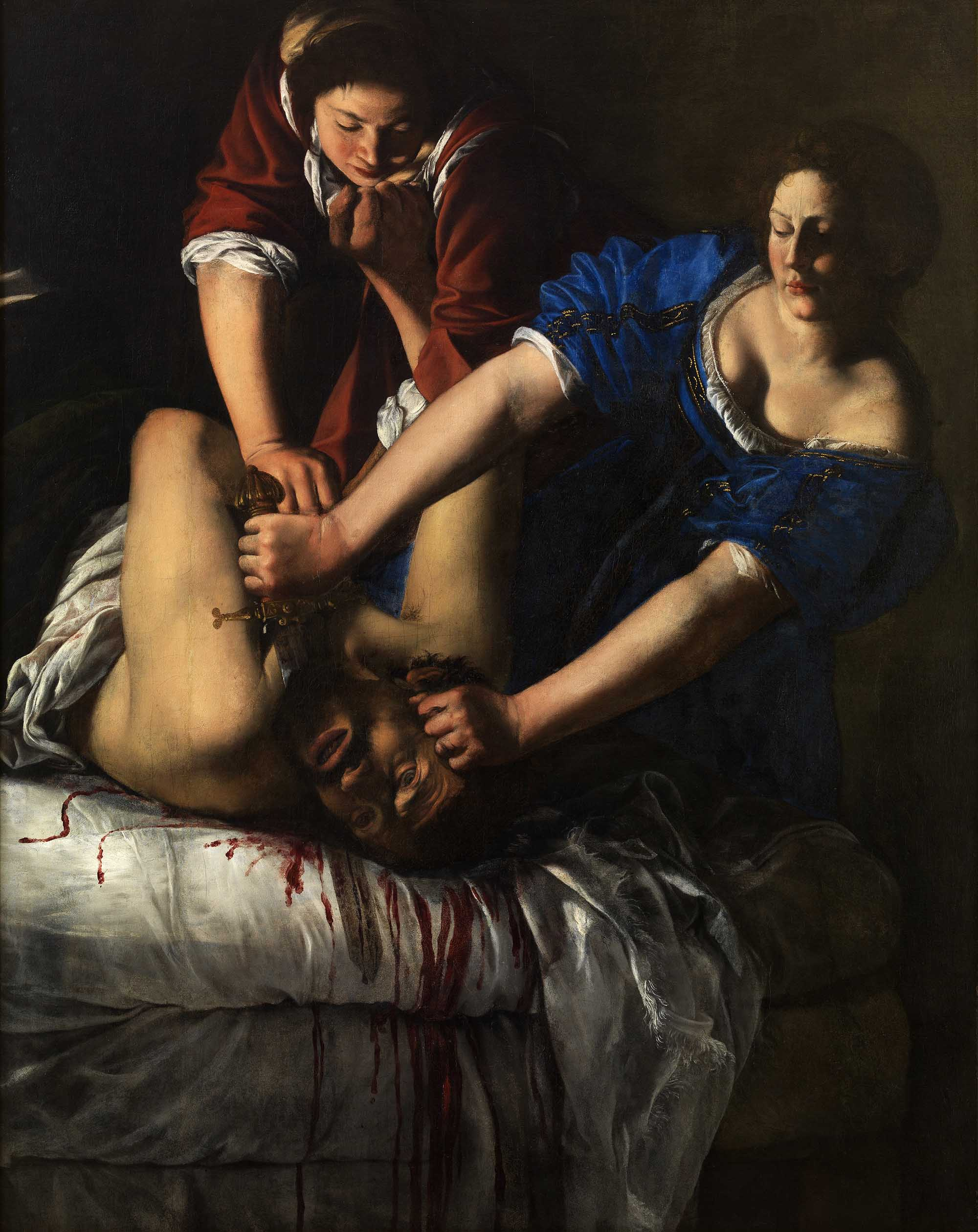
Judith und Holofernes, frühe Version

- um 1612: Artemisia Gentileschi fertigt eine erste Version des Sujets Judith und Holofernes.

### Gesellschaft
- 10. Mai: Prinz Khurram, der spätere indische Großmogul Shah Jahan, heiratet die 19-jährige Tochter von Asaf Khan, Arjumand Banu Begum, die den Namen Mumtaz Mahal verliehen bekommt. Die dritte Frau des Prinzen wird in der Folge seine Lieblingsfrau.
- Juli/August: Bei den Hexenprozessen von Pendle in England werden zehn Angeklagte schuldig gesprochen und am Strang hingerichtet, eine Person wird freigesprochen.

### Religion
- In Japan wird der christliche Glaube im direkt dem Tokugawa-Shogunat unterstellten Tenryō-Gebiet verboten.
- Der Greifswalder Rechtsprofessor Joachim Stephani prägt die Redewendung Cuius regio, eius religio.

## Historische Karten und Ansichten

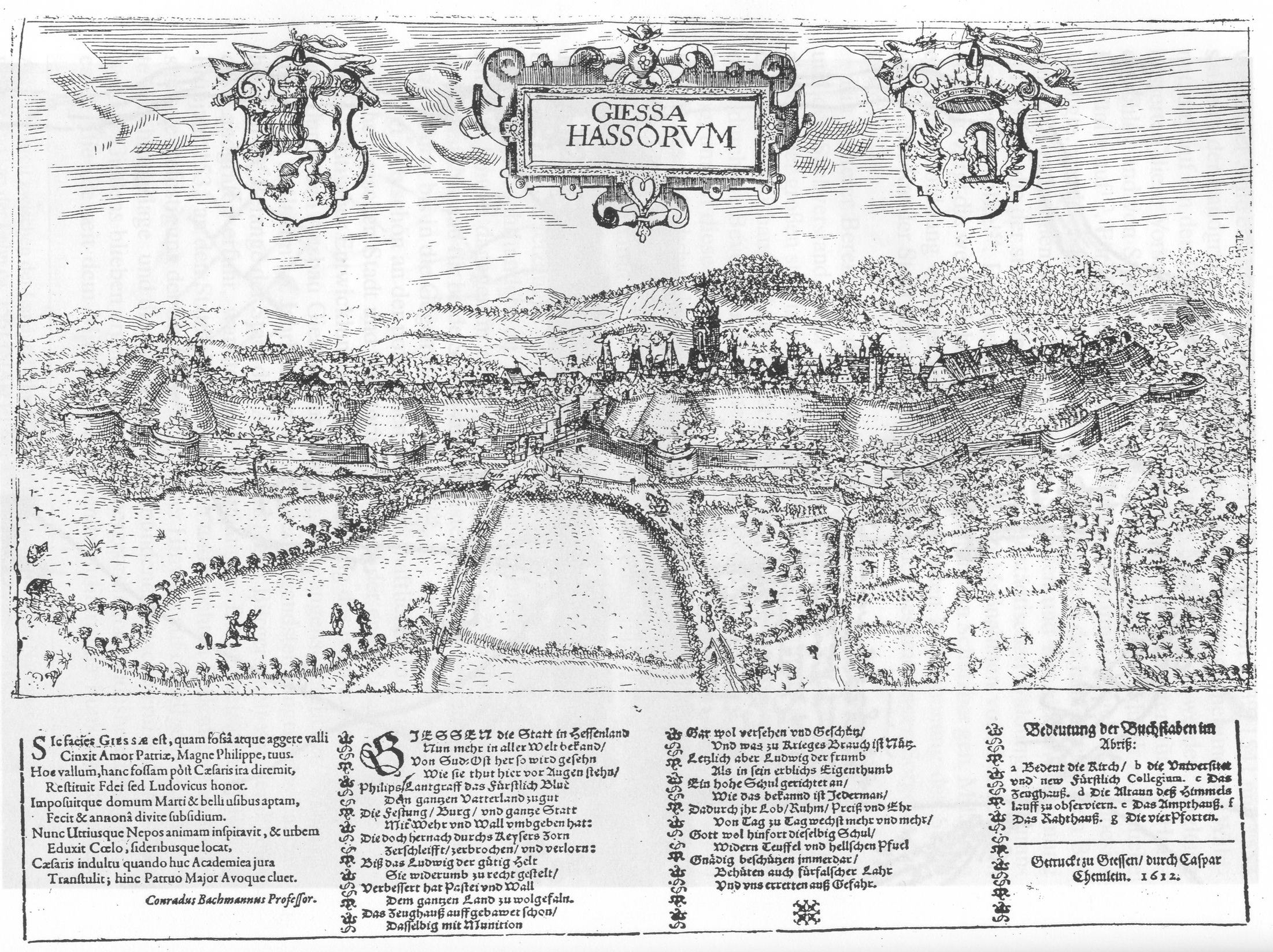
Gießen 1612

Neufrankreich 1612

## Geboren

### Erstes Halbjahr
- 07. Januar: Philipp Valentin Voit von Rieneck, Fürstbischof von Bamberg († 1672)
- 17. Januar: Thomas Fairfax, englischer General und Oberbefehlshaber der Parlamentsarmee († 1671)
- 31. Januar: Heinrich Casimir I., Graf von Nassau-Dietz, Statthalter von Friesland, Groningen und Drenthe († 1640)
- 05. Februar: Antoine Arnauld, französischer Philosoph, Linguist, Theologe, Logiker und Mathematiker († 1694)
- 08. Februar: Samuel Butler, englischer Dichter († 1680)
- 10. Februar: Johann von Goëss, Bischof von Gurk († 1696)
- 15. Februar: Paul Chomedey de Maisonneuve, französischer Offizier und Gründer von Montreal († 1676)

Gerrit Roosen (um 1705)

- 08. März: Gerrit Roosen, Diakon, Prediger der Mennonitengemeinde zu Altona und Hamburger Kaufmann († 1711)
- 06. April: James Stewart, 4. Duke of Lennox, schottischer Adeliger († 1655)
- 08. April: Rudolph Wilhelm Krause der Ältere, deutscher Rechtswissenschaftler und Kanzler von Sachsen-Weimar († 1689)
- 16. April: Abraham Calov, deutscher lutherischer Theologe († 1686)
- 28. April: Odoardo I. Farnese, Herzog von Parma († 1646)
- 31. Mai: Margherita de’ Medici, Herzogin von Parma und Piacenza († 1679)
- 04. Juni: August Carpzov, deutscher Staatsmann († 1683)
- 23. Juni: Justus Georg Schottelius, deutscher Sprachgelehrter († 1676)
- 25. Juni: Johann Albert Wasa, Prinz von Polen-Litauen, Fürstbischof von Ermland und Krakau († 1634)

### Zweites Halbjahr
- 09. Juli: Johann Balthasar Schneider, Gesandter des elsässischen Zehnstädtebundes bei den Verhandlungen zum Westfälischen Frieden († 1656)
- 12. Juli: Heinrich Siegel, deutscher frühkapitalistischer Unternehmer († 1669)
- 19. Juli: Louis Ferdinand Elle der Ältere, französischer Maler († 1689)
- 27. Juli: Murad IV., Sultan des Osmanischen Reiches († 1640)
- 02. August: Saskia van Uylenburgh, niederländische Patriziertochter und Gattin von Rembrandt van Rijn († 1642)
- 17. August: Jeremi Wiśniowiecki, polnischer Magnat und Feldherr († 1651)
- 27. August: Joachim Kunkler, Bürgermeister von St. Gallen († 1696)
- 28. September: Michel Anguier, französischer Bildhauer († 1686)
- 29. September: Michael Behm, deutscher evangelischer Theologe († 1650)
- 06. Oktober: Claudia von Lothringen, Herzogin von Lothringen († 1648)
- 13. Oktober: Gottfried Fibig, deutscher Rechtswissenschaftler († 1646)
- 20. Oktober: Wolf Helmhardt von Hohberg, deutscher Schriftsteller († 1688)
- 20. Oktober: Katharina von Waldeck-Wildungen, Regentin der Grafschaft Lippe († 1649)
- 23. Oktober: Bernardino Mei, italienischer Maler († 1676)
- 01. November: Magdalena Sibylle von Brandenburg-Bayreuth, Ehefrau des Kurfürsten Johann Georg II. von Sachsen († 1687)
- 11. November: August Philipp, Herzog von Oldenburg und Schleswig-Holstein-Sonderburg-Beck († 1675)
- 17. November: Dorgon, chinesischer Regent († 1650)
- 17. November: Pierre Mignard, französischer Maler († 1695)
- 02. Dezember: David Ryckaert, flämischer Maler († 1661)
- 05. Dezember: Hans Caspar Waser, Schweizer evangelischer Geistlicher († 1677)
- 12. Dezember: Janusz Radziwiłł, litauischer Feldherr und Reichsfürst des Heiligen Römischen Reiches († 1655)

### Genaues Geburtsdatum unbekannt
- Niels Aagaard, dänischer Schriftsteller und Gelehrter († 1657)
- Detlev von Ahlefeldt, Herr auf Haseldorf, Haselau und Kaden († 1686)
- Kaspar Amort, bayrischer Hofmaler († 1675)
- Wolfgang Ebner, deutscher Organist, Kapellmeister und Komponist († 1665)
- Dirk Lievens, holländischer Maler († 1651)

## Gestorben

### Erstes Halbjahr
- 16. Januar: Charles III. de Croÿ, Statthalter in den Spanischen Niederlanden (* 1560)

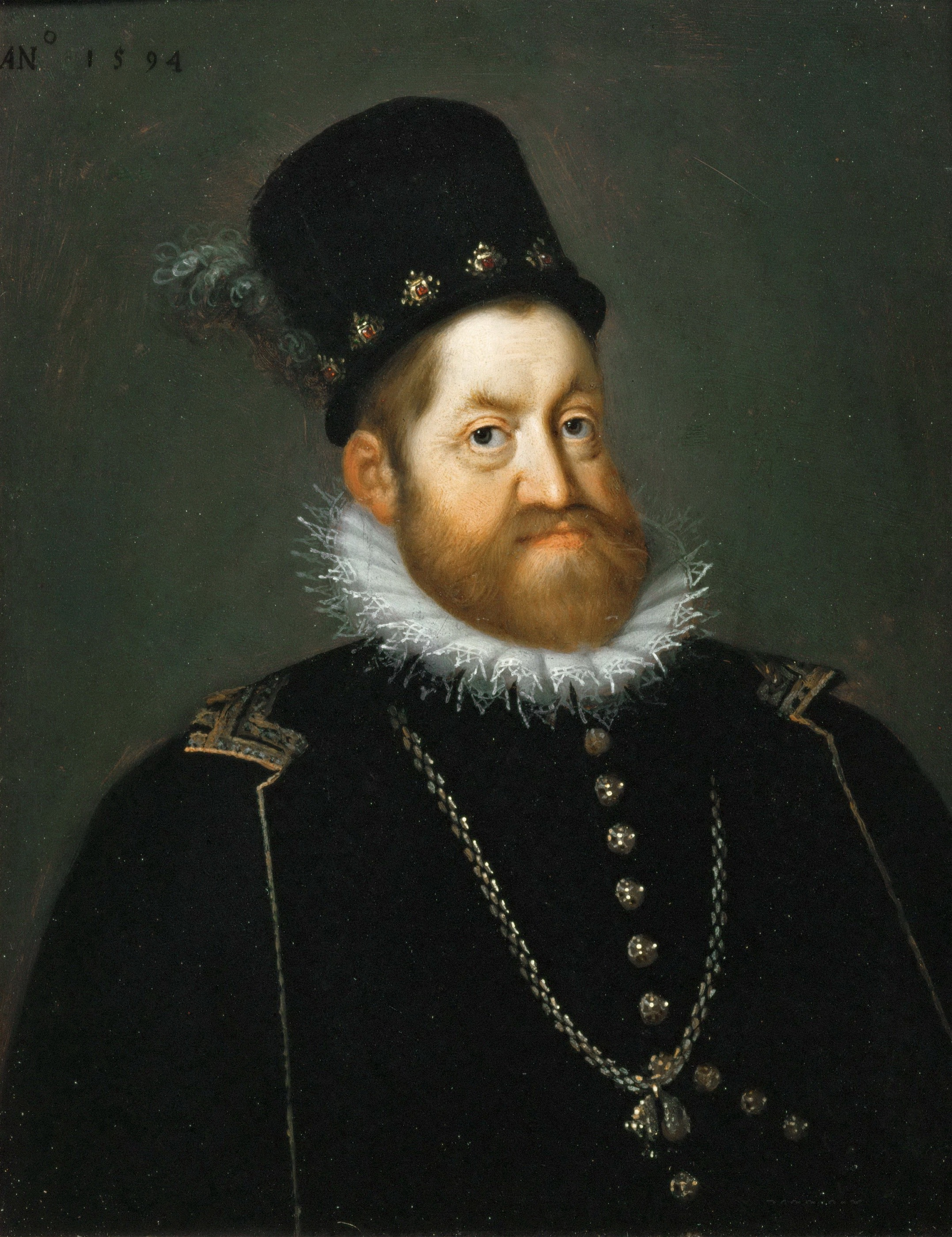
Rudolf II., 1594

- 20. Januar: Rudolf II., Kaiser des Heiligen Römischen Reiches (* 1552)
- 28. Januar: Thomas Bodley, englischer Staatsmann und Gelehrter (* 1544)
- 06. Februar: Christophorus Clavius, deutscher Jesuit, Mathematiker und Astronom (* 1538)
- 09. Februar: Vincenzo I. Gonzaga, Herzog von Mantua und Montferrat (* 1562)
- 12. Februar: Jodocus Hondius, flämischer Kartograph und Verleger von Atlanten und Karten (* 1563)
- 12. Februar: Johannes Neldel, deutscher Rhetoriker, Logiker, Rechtswissenschaftler und Philosoph (* 1554)
- 17. Februar: Ernst von Bayern, Erzbischof von Köln (* 1554)
- 20. Februar: Johannes Gottsleben, deutscher Magister, Professor und evangelischer Theologe (* um 1559/60)
- 22. Februar: García Guerra, spanischer Dominikaner, Erzbischof von Mexiko und Vizekönig von Neuspanien (* 1545)
- 000Februar: John Gerard, englischer Chirurg und Botaniker (* 1545)
- 03. März: Joan Thynne, englische Adelige (* 1558)
- 23. März: Johann Siebmacher, deutscher Wappenmaler, Radierer, Kupferstecher und Verleger (* um 1561)
- 29. März: Anna Katharina von Brandenburg, Königin von Dänemark und Norwegen (* 1575)
- 000März: Philipp Galle, niederländischer Zeichner und Kupferstecher (* 1537)
- 05. Mai: Leonhard I. von Taxis, Brüsseler Generalpostmeister (* um 1522)
- 24. Mai: Robert Cecil, 1. Earl of Salisbury, englischer Staatsmann und Minister unter Elisabeth I. und Jakob I. (* 1563)
- 29. Mai: Joachim Zehner, Geistlicher und Superintendent in Schleusingen (* 1566)
- 07. Juni: Konoe Sakihisa, zwischen 1554 und 1568 Regent für zwei japanische Kaiser (* 1536)
- 08. Juni: Hans Leo Haßler, deutscher Komponist (* 1564)
- 26. Juni: Roger Manners, 5. Earl of Rutland, englischer Adliger und Patron der Künste (* 1576)

### Zweites Halbjahr

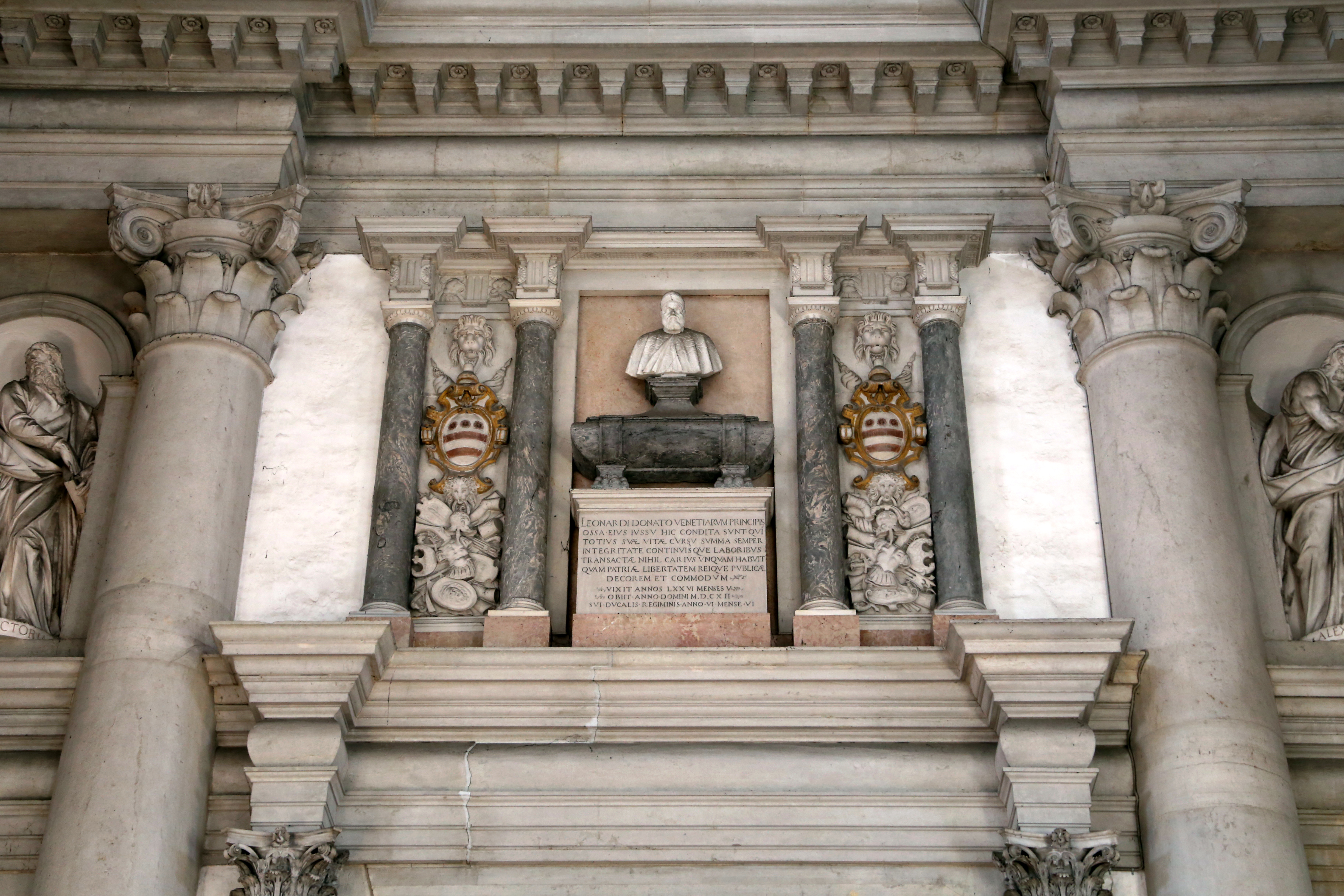
Grabmal Leonardo Donàs in der Kirche Santa Maria Maggiore in Venedig

- 16. Juli: Leonardo Donà, 90. Doge von Venedig (* 1536)
- 16. Juli: Jakob Wolff der Ältere, deutscher Architekt und Bildhauer (* 1546)
- 20. Juli: Marija Fjodorowna Nagaja, Zarin von Russland (* 1553)
- 09. August: Philipp Ludwig II., Graf von Hanau-Münzenberg (* 1576)
- 12. August: Giovanni Gabrieli, italienischer Komponist (* 1557)
- 17. August: Alexander Colin, flämischer Bildhauer und Bildschnitzer (* 1527/29)
- 28. August: John Smyth, englischer baptistischer Priester (* um 1566)
- 12. September: Wassili IV., russischer Zar, 1610 zum Mönch geschoren (* 1552)
- 13. September: Karin Månsdotter, Ehefrau des schwedischen Königs Erik XIV. (* 1550)
- 15. September: Marek Bydžovský z Florentýna, tschechischer Historiker, Astronom, Mathematiker, Gelehrter und Humanist (* 1540)
- 18. September: Karl von Lamberg, Erzbischof von Prag (* 1570 oder 1571)
- 28. September: Ernst Soner, deutscher Mediziner und Philosoph (* 1572)
- 30. September: Federico Barocci, italienischer Maler
- 01. Oktober: Elias Reusner, deutscher Historiker (* 1555)
- 04. Oktober: Cesare Aretusi, italienischer Maler (* 1549)
- 07. Oktober: Menso Alting, deutscher Prediger und Theologe der Reformationszeit (* 1541)
- 01. November: Charles de Bourbon, Graf von Soissons und Vizekönig von Neufrankreich (* 1566)
- 06. November: Henry Frederick Stuart, Prince of Wales, ältester Sohn von Jakob I. (* 1594)
- 09. November: Paul Jenisch, deutscher Pädagoge und lutherischer Theologe (* 1551)
- 10. November: Bernardino Poccetti, italienischer Maler (* 1548)
- 13. November: George Carew, englischer Diplomat (* um 1556)
- 05. Dezember: Ottavio Acquaviva d’Aragona, italienischer Kardinal (* 1560)
- 22. Dezember: Francesco IV. Gonzaga, Herzog von Mantua und Montferrat (* 1586)

### Genaues Todesdatum unbekannt
- Charles de Montmorency, duc de Damville, Admiral von Frankreich (* 1537)
- Johann Rasch, österreichischer Kleriker, Schriftsteller, Organist, Mathematiker und Buchhändler (* um 1540)